# Terusa frontata
Terusa frontata är en tvåvingeart som först beskrevs av Becker 1911.  Terusa frontata ingår i släktet Terusa och familjen fritflugor.
Artens utbredningsområde är Taiwan. Inga underarter finns listade i Catalogue of Life.